# Vera Nandi
Vera Nandi, nome d'arte di Brigida Cinque (Napoli, 5 aprile 1924 – Napoli, 18 febbraio 1998), è stata un'attrice e cantante italiana.

## Biografia
Brigida Cinque in arte Vera Nandi è stata una delle soubrette più apprezzate e richieste, negli anni '40 del Novecento, durante il periodo della rivista. Esordisce bambina nel teatro Trianon di Napoli come cantante di rivista il 10 maggio 1936 cantando Senz’addio.
È ricordata per essere stata la prima interprete delle canzoni Simmo ’e Napule paisà e Tammurriata nera, entrambe del 1944 ed entrambe con lo stesso significato, cioè quello di lasciarsi la guerra alle spalle e guardare al futuro.
Fa parte in seguito delle compagnie di rivista di Nino Taranto e Erminio Macario. Nel 1952 è interprete alla prima edizione del Festival di Napoli delle canzoni ’O principe indiano e Tuppe tu'.
Dopo aver intrapreso la carriera di cantante passa a recitare nel teatro di Eduardo De Filippo. Oltre a recitare in teatro è attiva anche sullo schermo dove esordisce come attrice caratterista nel film Milano miliardaria di Marino Girolami e Marcello Marchesi del 1951. Sempre nel ’51 recita nel film Signori, in carrozza! di Luigi Zampa nel ruolo della signora Nardi.
Nel 1954 fa parte del cast del film Carosello napoletano di Ettore Giannini nel ruolo di Lili Kangy.
È stata interprete di alcuni film con Totò tra cui Signori si nasce di Mario Mattoli del 1960 nel ruolo della moglie di Carlo Croccolo. Dopo essere stata nel cast del film Le quattro giornate di Napoli di Nanni Loy del 1963, chiude la carriera di attrice nel 1968.
Durante il corso della sua carriera ha inciso dischi per le etichette Voce del Padrone, Odeon, Phonotype, Hello.

## Discografia parziale

### 78 giri
- 1942: Accussì accussì/Parlafaccia e facciatosta (Voce del Padrone HN 2061)
- 1942: Renzo non ti penso/Voglio dicere chi sì (Voce del Padrone HN 2062)
- 1942: ’A canzone ’e l'ammore /Tè tè Atti’ tè (Voce del Padrone HN 2063)
- 1942: Goglielmo mio/’A cafuncella (Voce del Padrone HN 2064)
- 1948: ’A nucella/Mimi’ ma mo no no (Phonoelectro E 4500)
- 1948: Fatte fa’ a foto/Ugo Ugo U (Phonoelectro E 4501)
- 1952: Tuppe tu’/'A litoranea (Odeon P 348)
- 1952: ’O principe indiano/Maria è robba mia (Odeon P 349)
- 1956: Pota po’/Cha cha napulitano (Odeon P 11141)
- 1956: ’A rivultella/Mangiateve ’o cocco (Odeon P 11142)

### 45 giri
- 1965: Mannaggia ’o ventinove 1. parte/Mannaggia ’o ventinove 2. parte (Fono Etris SC 3006; cantato in coppia con Beniamino Maggio)
- 1965: Tammurriata nera/’O telefono (Fono Etris SC 3011)

## Filmografia
- Milano miliardaria, regia di Marcello Marchesi (1950)
- Signori, in carrozza!, regia di Luigi Zampa (1951)
- Carosello napoletano, regia di Ettore Giannini (1954)
- Miseria e nobiltà, regia di Mario Mattoli (1954)
- La nipote Sabella, regia di Giorgio Bianchi (1958)
- Signori si nasce, regia di Mario Mattoli (1960)
- La contessa azzurra, regia di Claudio Gora (1960)
- Le quattro giornate di Napoli, regia di Nanni Loy (1962)
- Bene mio e core mio, regia di Eduardo De Filippo (1964)
- Tenderly, regia di Franco Brusati (1968)

## Doppiatrici
- Wanda Tettoni in La nipote Sabella